# Kathi Gassner
Kathi Gassner ist eine deutsche Rechtswissenschaftlerin. Sie ist Professorin für Öffentliches Recht an der Hochschule des Bundes für öffentliche Verwaltung.

## Leben
Gassner studierte an der Fachhochschule des Bundes für öffentliche Verwaltung im Fachbereich Auswärtige Angelegenheiten. Nach einer Tätigkeit in der Rechts- und Konsularabteilung des deutschen Generalkonsulats in Shanghai folgte bis 2003 ein Jurastudium und anschließend eine Tätigkeit als Leiterin des Ordnungs- und Straßenverkehrsamtes im Landratsamt Schwäbisch Hall. 2009 promovierte Gassner an der Fern-Universität Hagen zum Thema Die Personenhandelsgesellschaft als Rechtssubjekt im öffentlichen Recht. Im gleichen Jahr wurde sie an die Hochschule Kehl berufen. Seit dem Wintersemester 2016 ist Gassner Professorin an der Hochschule des Bundes für öffentliche Verwaltung in Mannheim.

## Schriften (Auswahl)
- Der kommunale Ordnungsdienst in Baden-Württemberg. In: Verwaltungsblätter für Baden-Württemberg. Boorberg, Stuttgart 2013. ISSN 0720-2407. S. 281–290
- § 31 Abs. 2 BauGB und die Wohnungsklausel in der Verwaltungspraxis. In: NordÖR – Zeitschrift für öffentliches Recht in Norddeutschland. Nomos, Baden-Baden 2012. ISSN 1435-2206. S. 384–395
- Kompendium Verwaltungsrecht. Boorberg, Stuttgart 2012. ISBN 978-3-415-04826-3 Rezension, abgerufen am 6. März 2014
- Die Widerspruchsgebühren in Baden-Württemberg. In: Verwaltungsblätter für Baden-Württemberg. Boorberg, Stuttgart 2012. ISSN 0720-2407. S. 405–411
- Der gefährliche Hund. In: Verwaltungsblätter für Baden-Württemberg. Boorberg, Stuttgart 2011. ISSN 0720-2407. S. 376–381
- Die Personenhandelsgesellschaft als Rechtssubjekt im öffentlichen Recht. Kovač, Hamburg 2009. ISBN 978-3-8300-4552-6